# 雪白血情
《雪白血情》是中国大陆报告文学作家张正隆的作品。描写“献身国防现代化的模范干部”的已故沈阳军区炮兵苏宁感人的一生。该书获得“解放军文艺奖”及“中国报告文学505杯奖”。
该书原名《血情》，大陆几十家电台把它录成评书广播，作为书籍出版时被出版商私自更名为《雪白血情》，让购买者误以为是张正隆上一篇名作《雪白血红》姐妹篇。张看到书后向书商大发其火：“以后我所有的作品都叫《雪白血红》好了。”之后大病一场，打了七天滴流。